# Marolles-sur-Seine
Marolles-sur-Seine és un municipi francès, situat al departament de Sena i Marne i a la regió de Illa de França. L'any 2007 tenia 1.563 habitants.
Forma part del cantó de Montereau-Fault-Yonne, del districte de Provins i de la Comunitat de comunes del Pays de Montereau.

## Demografia

### Població
El 2007 la població de fet de Marolles-sur-Seine era de 1.563 persones. Hi havia 552 famílies, de les quals 128 eren unipersonals (64 homes vivint sols i 64 dones vivint soles), 160 parelles sense fills, 228 parelles amb fills i 36 famílies monoparentals amb fills.
La població ha evolucionat segons el següent gràfic:
Habitants censats

### Habitatges
El 2007 hi havia 607 habitatges, 571 eren l'habitatge principal de la família, 18 eren segones residències i 18 estaven desocupats. 574 eren cases i 31 eren apartaments. Dels 571 habitatges principals, 440 estaven ocupats pels seus propietaris, 105 estaven llogats i ocupats pels llogaters i 26 estaven cedits a títol gratuït; 1 tenia una cambra, 29 en tenien dues, 96 en tenien tres, 182 en tenien quatre i 263 en tenien cinc o més. 502 habitatges disposaven pel capbaix d'una plaça de pàrquing. A 243 habitatges hi havia un automòbil i a 285 n'hi havia dos o més.

### Piràmide de població
La piràmide de població per edats i sexe el 2009 era:
| Homes | Edats   | Dones |
| ----- | ------- | ----- |
| 0     | 95 o +  | 0     |
| 0     | 90 a 94 | 4     |
| 0     | 85 a 89 | 4     |
| 0     | 80 a 84 | 8     |
| 16    | 75 a 79 | 12    |
| 28    | 70 a 74 | 32    |
| 40    | 65 a 69 | 36    |
| 40    | 60 a 64 | 52    |
| 28    | 55 a 59 | 40    |
| 40    | 50 a 54 | 40    |
| 40    | 45 a 49 | 52    |
| 72    | 40 a 44 | 48    |
| 64    | 35 a 39 | 60    |
| 32    | 30 a 34 | 56    |
| 44    | 25 a 29 | 44    |
| 32    | 20 a 24 | 28    |
| 52    | 15 a 19 | 52    |
| 56    | 10 a 14 | 64    |
| 52    | 5 a 9   | 36    |
| 24    | 0 a 4   | 52    |

## Economia
El 2007 la població en edat de treballar era de 988 persones, 732 eren actives i 256 eren inactives. De les 732 persones actives 665 estaven ocupades (363 homes i 302 dones) i 67 estaven aturades (34 homes i 33 dones). De les 256 persones inactives 82 estaven jubilades, 102 estaven estudiant i 72 estaven classificades com a «altres inactius».

### Ingressos
El 2009 a Marolles-sur-Seine hi havia 574 unitats fiscals que integraven 1.529 persones, la mediana anual d'ingressos fiscals per persona era de 20.224 €.

### Activitats econòmiques
Dels 51 establiments que hi havia el 2007, 3 eren d'empreses extractives, 1 d'una empresa alimentària, 6 d'empreses de fabricació d'altres productes industrials, 9 d'empreses de construcció, 10 d'empreses de comerç i reparació d'automòbils, 4 d'empreses de transport, 2 d'empreses d'hostatgeria i restauració, 2 d'empreses financeres, 4 d'empreses de serveis, 8 d'entitats de l'administració pública i 2 d'empreses classificades com a «altres activitats de serveis».
Dels 13 establiments de servei als particulars que hi havia el 2009, 1 era una oficina de correu, 1 taller de reparació d'automòbils i de material agrícola, 4 fusteries, 3 electricistes, 1 empresa de construcció, 2 perruqueries i 1 restaurant.
Dels 5 establiments comercials que hi havia el 2009, 1 era una botiga de més de 120 m², 1 una botiga de menys de 120 m², 1 una fleca i 2 drogueries.
L'any 2000 a Marolles-sur-Seine hi havia 9 explotacions agrícoles.

## Equipaments sanitaris i escolars
L'únic equipament sanitari que hi havia el 2009 era una farmàcia.
El 2009 hi havia 1 escola maternal integrada dins d'un grup escolar amb les comunes properes formant una escola dispersa i 1 escola elemental integrada dins d'un grup escolar amb les comunes properes formant una escola dispersa.

## Poblacions més properes
El següent diagrama mostra les poblacions més properes.